# 933 Susi
A 933 Susi (ideiglenes jelöléssel 1927 CH) a Naprendszer kisbolygóövében található aszteroida. Karl Wilhelm Reinmuth fedezte fel 1927. február 10-én, Heidelbergben.